# Amédée Louis Lantz
Pour les articles homonymes, voir Lantz (homonymie).
Amédée Louis Lantz est un herpétologiste français, né le 20 mars 1886 à Mulhouse et mort à Bâle le 3 février 1953.
En décembre 1940, le Général de Gaulle le désigne comme représentant de la France à Manchester et sa région. Ses activités durant la seconde guerre mondiale lui vaudront la grand-croix de la Légion d'honneur.
Il suit des études de zoologie et de botanique à Montpellier, qu'il interrompt en 1904 au décès de sa sœur puis devient ingénieur de l'école de chimie de Mulhouse en 1907. Après avoir décroché un poste à l'usine textile Konchine à Serpoukhov il intègre la manufacture d'indienne fondée par le mulhousien Emile Zundel  à Moscou où il travaille jusqu'à la révolution de 1917. Il revient alors en France à Troyes, puis à Lyon, puis s'installe à Manchester comme directeur de laboratoire de recherche dans l'industrie textile. Il dépose alors de nombreux brevets et reçoit en 1934 la médaille d'argent de la Society of Dyers and Colourists. 

En marge de son activité professionnelle, Louis Amédée Frantz est également un passionné d'herpétologie. Durant son séjour en Russie, il réunie une importante collection déposée à l'Institut de Zoologie de l’Académie Russe des Sciences (Saint-Pétersbourg). Certains spécimens sont également entreposés au Museum d'Histoire Naturelle de Londres. Outre le Caucase,  il a effectué des voyages dans le Sud de la France et les Pyrénées, pour étudier la faune reptilienne et amphibienne. On lui doit notamment la découverte dans le Var de populations de lézards ovipares chez Zootoca vivipara et la découverte de la parthénogenèse chez les reptiles. Il effectue également des traductions de données allemandes en français.

## Taxons décrits
- Apathya cappadocica (Lantz & Suchov, 1934)

- Eremias velox caucasia (Lantz,1928)
- Iberolacerta bonali (Lantz, 1927)

## Sources
- Jean Lescure et Bernard Le Garff (2006). L’Étymologie des noms d’amphibiens et de reptiles, Belin (Paris), collection Éveil nature : 207 p.  (ISBN 2-7011-4142-7)
- Notices d'autorité :   - VIAF
  - GND